# عملية روكينغهام
عملية روكينغهام كانت الكلمة الرمزية لمشاركة المملكة المتحدة في عمليات التفتيش في العراق بعد حرب الكويت 1990–1991. في أوائل عام 1991، تم إنشاء لجنة الأمم المتحدة الخاصة للإشراف على تدمير أسلحة الدمار الشامل العراقية. وقد ذُكرت الكلمة الرمزية في ورقة السياسة الدفاعية البريطانية السنوية "بيان تقديرات الدفاع 1991" (الصادرة في يوليو من نفس العام كوثيقة قيادة 1559-I)، حيث جاء في الصفحة 28: "تلعب المملكة المتحدة دوراً كاملاً في عمل اللجنة الخاصة؛ مشاركتنا تعرف باسم عملية ROCKINGHAM." وقد تم تفصيل الأنشطة التي نفذتها المملكة المتحدة كجزء من روكينغهام في ورقة السياسة الدفاعية التالية (الصادرة في يوليو 1992 كوثيقة قيادة 1981).
ظل الاسم الرمزي مجهولًا لعقد تقريبًا، ولم يُستخدم إلا من قبل المشاركين في دعم عمليات التفتيش في العراق. كل قسم من الحكومة البريطانية المعنية بهذه الأنشطة كان يُخصص موظفوه لأعمال "روكينغهام". في استخبارات الدفاع، كان الفريق المعني بشؤون العراق يعرف باسم "خلية روكينغهام". وقد وصل الاسم إلى عناوين الصحف بعد غزو العراق عام 2003، وسط مزاعم بأن عملية روكينغهام كانت جهداً دعائياً ضمن دوائر الاستخبارات البريطانية.

## مزاعم روكينغهام
زعمت ضابط الاستخبارات العسكرية الأمريكي السابق ومفتش الأسلحة التابع للأمم المتحدة سكوت ريتر أن عملية روكينغهام كانت وحدة استخبارات سرية بريطانية، في مقابلة مع صنداي هيرالد الأسكتلندية في يونيو 2003. ووصفت الصحفي نيل ماكاي وظيفة العملية، وفقًا لريتر، بأنها "إنتاج معلومات استخباراتية مضللة عن أسلحة الدمار الشامل العراقية، يمكن استخدامها لتبرير اتخاذ إجراءات ضد العراق". وأوضح المقال، استنادًا إلى مزاعم ريتر، أن خلية روكينغهام كانت في مركز جمع المعلومات ضمن عدة منظمات استخباراتية بريطانية وأمريكية، وتعاملت مع معلومات حصلت عليها من مصادر متنوعة، بما في ذلك المنشقين العراقيين ومنظمة التفتيش الأممية لجنة الأمم المتحدة الخاصة، والتي تم اختراقها من قبل روكينغهام.
وفقًا لريتر، كانت الخلية تجمع الأدلة بشكل انتقائي بدعم حكومي لتحقيق أهداف سياسية:
"كانت عملية روكينغهام تختار المعلومات بعناية. كانت تحصل على بيانات مؤكدة، لكنها كانت تسعى لتحقيق نتيجة محددة مسبقًا. كانت تعرض جزءًا صغيرًا فقط من الحقائق عندما كانت معظمها غامضة أو تشير إلى عدم وجود أسلحة دمار شامل... أصبحت جزءًا من الجهد للحفاظ على الرأي العام بأن العراق لا يلتزم بعمليات التفتيش. كان عليهم الاستمرار في الادعاء بأن العراق يمتلك أسلحة دمار شامل [في حين] كانت UNSCOM تظهر العكس."
على سبيل المثال، زعم ريتر أن روكينغهام كانت تتسرب معلومات خاطئة لمفتشي الأسلحة ثم تستخدم عمليات التفتيش كدليل على وجود الأسلحة: "كانت روكينغهام مصدر بعض المعلومات المثيرة للجدل التي أدت إلى تفتيش موقع صواريخ محتمل. لم نجد شيئًا، ومع ذلك فإن فعلنا بالتفتيش سمح للولايات المتحدة والمملكة المتحدة بالقول إن الصواريخ موجودة."
كما زعم ريتر أن عملية روكينغهام لعبت دورًا مركزيًا ضمن النظام الاستخباراتي البريطاني لبناء القضية التي تزعم أن قدرات العراق على أسلحة الدمار الشامل تشكل تهديدًا للمملكة المتحدة والولايات المتحدة. وأوضح أن الخلية شملت ضباطًا عسكريين وممثلين عن أجهزة الاستخبارات وموظفين مدنيين من وزارة الدفاع، وأن الخبير البريطاني ديفيد كيلي لعب دورًا مهمًا في العملية، واصفًا إياه بأنه "المسؤول الرئيسي لترجمة بيانات UNSCOM إلى تقارير مختصرة".
في اليوم السابق لوفاته، أخبر كيلي لجنة Intelligence and Security Committee البرلمانية: "داخل خدمات استخبارات الدفاع أتعامل مع خلية روكينغهام." على الرغم من أن هذا الدليل قدّم سرًا، إلا أن نصه نُشر في تحقيق هوتون.
أثار الإعلام الانتباه إلى أن الإشارة العامة الوحيدة السابقة إلى "عملية روكينغهام" قبل دليل كيلي كانت على لسان العميد ريتشارد هولمز أثناء مثوله أمام لجنة الدفاع في يونيو 1998.

## الدفاع عن العملية
جون موريسون، مؤسس ومدير خلية روكينغهام في DIS، نفى مزاعم ريتر جملة وتفصيلاً، وكتب في رسالة لصحيفة "Guardian":
"روكينغهام كانت خلية صغيرة تستمد وتنسق جميع موارد DIS؛ كان هدفها الوحيد توفير المعلومات لفِرق UNSCOM، وقد قامت بذلك بنجاح رغم مشاكل معالجة المعلومات الحساسة. كانت أكثر فعالية في سنواتها الأولى، عندما دُمرت معظم منشآت العراق الرئيسية للأسلحة النووية والكيميائية والبيولوجية."
وأشار تقرير مراجعة باتلر (يوليو 2004، ص. 104) إلى أن العملية كانت مسؤولة عن تدريب بعض الأفراد ضمن فرق UNSCOM والوكالة الدولية للطاقة الذرية، ومعالجة المعلومات الناتجة عن عمليات التفتيش، وتقديم المشورة لجميع فروع السياسة في المملكة المتحدة. بعد تقليص عدد أفرادها إلى موظف واحد في 1998، تم توسيعها مرة أخرى لتقديم الدعم البريطاني للجنة لجنة الأمم المتحدة للرصد والتحقق والتفتيش.

## روابط خارجية
- Sunday Herald, 8 June 2003: Revealed: the secret cabal which spun for Blair
- Sunday Herald, 1. February 2004: The heart of the matter ... did Iraq have WMD?
- The Guardian, 30. January 2004: The public must look to what is missing from the report
- Sunday Times, 24. January 2004 Spy, boffin, disgruntled civil servant: this was the David Kelly I knew